# (5685) Sanenobufukui
(5685) Sanenobufukui (1990 XA) – planetoida z pasa głównego asteroid okrążająca Słońce w ciągu 4,69 lat w średniej odległości 2,8 j.a. Odkryta 8 grudnia 1990 roku.